# Туре Ерікссон
Туре Ерікссон  (швед. Tore Eriksson, 7 серпня 1937) — шведський біатлоніст, олімпійський медаліст.

## Виступи на Олімпіадах
| Олімпіада     | Дисципліна          | Місце |
| ------------- | ------------------- | ----- |
| Гренобль 1968 | естафета 4 х 7,5 км | 3     |